# Coilia nasus
Coilia nasus är en art av fiskar som beskrevs 1846 av zoologerna Coenraad Jacob Temminck och Hermann Schlegel. Den ingår i familjen Ansjovisfiskar (Engraulidae). Inga underarter finns listade i Catalogue of Life.